# Lars Torbiörnsson
Lars Torbiörnsson, född 26 mars 1719 i Solberga socken, Göteborgs och Bohus län, död där 3 mars 1786, var en svensk bonde och riksdagsman.

## Biografi
Lars Torbiörnsson var son till bonden Torbiörn Rasmusson och Katarina Larsdotter Ramberg. Han var innehavare av gården Ingetorp i Solberga, och skaffade sig i hemtrakten rykte av att vara processlysten. Trots det valdes han vid samtliga riksdagar 1755–1778 till riksdagsman för Inlands Nordre härad och några angränsande härader. I riksdagen uppträdde han som vapendragare åt talmannen Olof Håkansson och gjorde sig tidigt känd som hattpartiets slagfärdigaste medlem. Vid regimskiftet 1765, då sekreta utskottet dömt hattråden till avsättning, vågade Lars Torbiörnsson klandra utskottets åtgärder och hävdade, att avgörandet borde ha legat hos ständerna. Av mössmajoriteten ansågs detta som "förgripligt yttrande mot rikets grundlagar", och Lars Torbiörnsson blev tillsammans med Olof Håkansson och två andra ledamöter utröstade ur bondeståndet. Vid riksdagen 1769–1770, då hattarna återtagit makten, blev Lars Torbiörnsson vald till talman efter Olof Håkanssons plötsliga död i november 1769. År 1771 var ställningen på nytt omkastad. Sedan Lars Torbiörnsson, som legat under vid talmansvalet, ihärdigt kritiserat majoritetens förehavanden, fälldes en ny uteslutningsdom mot honom, motiverad med att han uppträtt som orosstiftare, framkastat otillbörliga beskyllningar mot talman och sekreterare samt hämmat ärendenas gång. Han försvarade sig med kraft men förivrade sig slutligen och gick sin väg, åtföljd av sin anhängare. Han återkom dock till en senare riksdag och var en av bondeståndets faddrar vid kronprinsens, senare Gustav IV Adolfs, dop.